# Гуфферн-ан-Ож
Гуфферн-ан-Ож (фр. Gouffern en Auge) — новая коммуна на северо-западе Франции, регион Нормандия, департамент Орн, округ Аржантан, кантон Аржанатан-2. Расположен в 40 км к северу от Алансона и в 60 к югу от Кана, в 11 км от автомагистрали А88.
Население (2018) — 3 712 человек.

## История
Коммуна образована 1 января 2017 года путем слияния коммун: 
- Аверн-су-Эксм
- Вильбаден
- Курмениль
- Ла-Кошер
- Ле-Бур-Сен-Леонар
- Обри-ан-Эксм
- Оммеель
- Сен-Пьер-ла-Ривьер
- Сийи-ан-Гуфферн
- Сюрви
- Уру-э-Крен
- Фель
- Шамбуа
- Эксм

Центром коммуны является Сийи-ан-Гуфферн. От него к новой коммуне перешли почтовый индекс и код INSEE. На картах в качестве координат Гуфферн-ан-Ожа указываются координаты Сийи-ан-Гуфферна.

## Достопримечательности
- Шато Обри-ан-Эксм XVI-XVII веков
- Шато Бур-Сен-Леонар XVIII века
- Шато Курмениль XVIII века
- Донжон XII в Шамбуа
- Церковь Святого Андрея в Эксме
- Церковь Богоматери и Рождества (Notre-Dame-de-la-Nativité) XVI-XVII веков в Уру-э-Крене

## Экономика
Структура занятости населения:
- сельское хозяйство — 34,7%
- промышленность — 5,4 %
- строительство — 19,3 %
- торговля, транспорт и сфера услуг — 25,7 %
- государственные и муниципальные службы — 14,9 %

Уровень безработицы (2018) — 7,1 % (Франция в целом —  13,4 %, департамент Орн — 10,4 %). 

Среднегодовой доход на 1 человека, евро (2018) — 20 770 (Франция в целом — 21 730, департамент Орн — 20 140).

## Администрация
Пост мэра Гуфферн-ан-Ож с 2020 года занимает Филипп Туссен (Philippe Toussaint). На муниципальных выборах 2020 года возглавляемый им независимый список был единственным.
| Период | Период | Фамилия       | Партия        | Примечания                       |
| ------ | ------ | ------------- | ------------- | -------------------------------- |
| 2017   | 2020   | Патрик Мюсса  | Республиканцы | адвокат, бывший мэр Ла-Кошер     |
| 2020   |        | Филипп Туссен |               | пенсионер, бывший работник банка |